# (7799) Martinšolc
7799 Martinsolc (1996 DW1) – planetoida z pasa głównego asteroid okrążająca Słońce w ciągu 3,4 lat w średniej odległości 2,26 j.a. Odkryta 24 lutego 1996 roku.